# Demonax trifasciatus
Demonax trifasciatus là một loài bọ cánh cứng trong họ Cerambycidae.